# 川崎市交通局
川崎市交通局（日语：／ Kawasaki-shi Kōtsūkyoku */?）是日本川崎市的地方公營企業之一，運行有神奈川縣川崎市全市的公營巴士系統。過去還運行有川崎市電。川崎市營巴士現在採用統一票價，成人票價為210日元。川崎市營巴士於1950年開始運行。